# Rådet för jordbruk och fiske

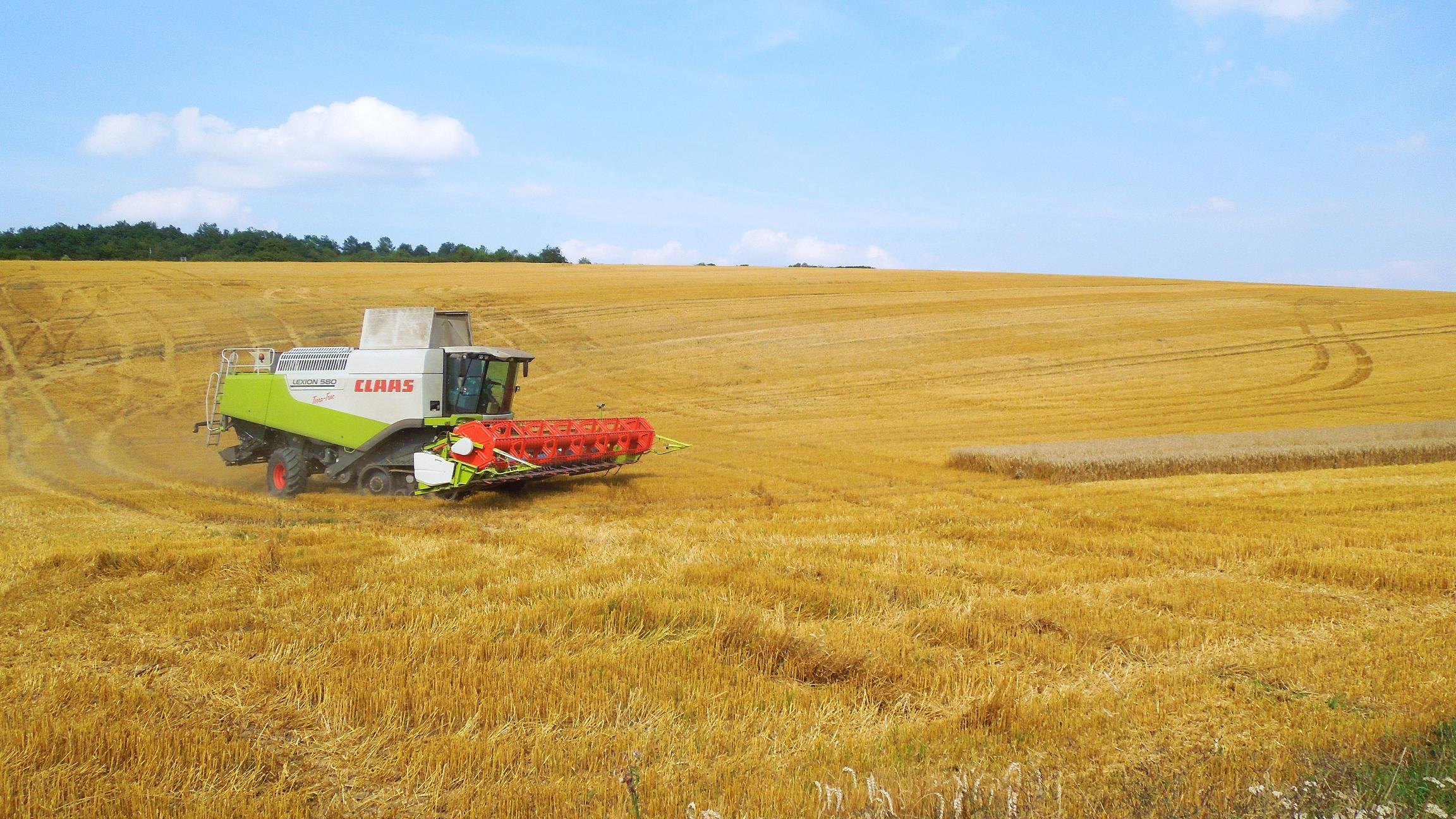
Konstellationen ansvarar bland annat för den gemensamma jordbrukspolitiken.

Rådet för jordbruk och fiske (engelska: Agriculture and Fisheries Council, AGRIFISH), även känt som jordbruksrådet eller fiskerådet och formellt rådet (jordbruk och fiske), är en av konstellationerna inom Europeiska unionens råd med ansvar för att lagstifta och fatta andra beslut som rör unionens jordbruks- och fiskeripolitik. Det sammanträder i regel en gång i månaden och består vanligtvis av medlemsstaternas jordbruks- eller landsbygdsministrar. Europeiska kommissionen företräds av olika kommissionsledamöter beroende på vilken sakfråga som diskuteras.
Ordförande är den rådsmedlem som företräder ordförandelandet. Konstellationen lagstiftar normalt i enlighet med det ordinarie lagstiftningsförfarandet. Arbetet inom rådet för jordbruk och fiske bereds av Ständiga representanternas kommitté (Coreper) och, i jordbruksfrågor, särskilda jordbrukskommittén. Särskilda jordbrukskommittén inrättades på 1960-talet för att bereda den stora mängden frågor som rör den gemensamma jordbrukspolitiken, och är det enda organ vid sidan av Coreper som bereder ärenden inför rådssammanträden.
Sammanträdena är vanligtvis uppdelade i tre delar; en för jordbruksfrågor, en annan för fiskerifrågor och en tredje för livsmedelssäkerhet och veterinära frågor. För vissa medlemsstater deltar flera olika ministrar, till exempel en för jordbruk och en annan för fiske.
Rådet för jordbruk och fiske är jämte rådet för ekonomiska och finansiella frågor en av de äldsta konstellationerna.